# 阿尼奥尔韦
阿尼奥尔韦（西班牙語：Añorbe）是西班牙纳瓦拉的一个市镇。总面积24平方公里，总人口467人（2001年），人口密度19人/平方公里。